# 中国人民武装警察通行证
中国人民武装警察通行证是进出中华人民共和国边境管理区的中国人民武装警察部队官兵的通行证明。

## 简介
1999年9月4日，公安部令第42号发布施行《中华人民共和国边境管理区通行证管理办法》。该办法规定，“国家在陆地边境地区划定边境管理区（含深圳、珠海经济特区），实行《中华人民共和国边境管理区通行证》（以下简称《边境通行证》）验查管理制度。”“凡进出边境管理区的人员，均适用本办法。”
该《办法》规定：

- 第八条　中国人民解放军和中国人民武装警察部队官兵进出边境管理区，须分别持《中国人民解放军军人通行证》、《中国人民武装警察通行证》和本人有效证件；驻在边境管理区内的中国人民解放军和中国人民武装警察部队官兵，凭本人有效证件进出边境管理区。